# Roche-mère (pédologie)
Cet article concerne la roche à l'origine de sols. Pour la roche à l'origine d'hydrocarbures, voir Roche-mère (géologie).

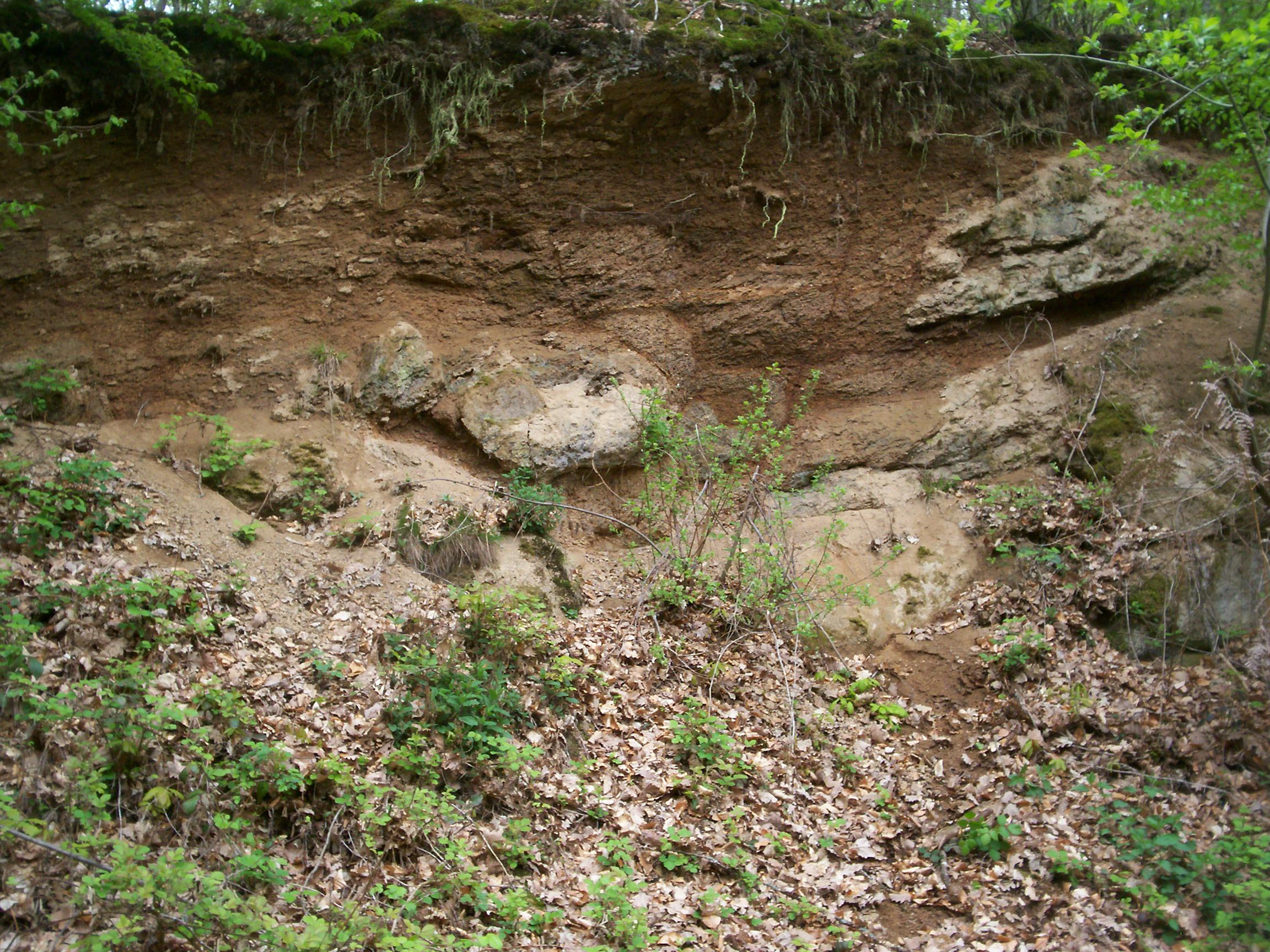
Sol développé sur une roche-mère granitique, irrégulièrement altérée en arène. Massif de la Serre (Jura, France).

En pédologie, la roche-mère est la couche minérale superficielle de la croûte terrestre, dont l’altération contribue à la constitution des sols,.

## Caractéristiques
Les roches-mères qui fournissent la matrice minérale des sols sont essentiellement les roches de la croûte continentale : 
- les roches magmatiques ;
- les roches sédimentaires ;
- les roches métamorphiques.

L’altération des couches les plus superficielles de la roche-mère va contribuer à la formation des sols.
Cette altération est liée à l’action de différents agents :
- physique (action du gel, fracturation naturelle,…) provoquant une désagrégation mécanique de la roche ;
- chimique (transformations minéralogiques souvent associées à des circulations d’eaux dans le réseau perméable de la roche) induisant la dissolution des minéraux solubles, l’oxydation des minéraux riches en fer,…

Ces altérites fournissent la fraction minérale du sol, dont les argiles représentent généralement la part principale. Elles contribuent aux propriétés physiques des sols (texture et structure).
C’est le mélange de ces minéraux secondaires (argiles, oxydes,…) issus de l’altération de la roche-mère avec les produits dérivés de la décomposition de la matière organique et de son humification qui va former le complexe argilo-humique constitutif des sols.
Cependant, même si le rôle de la roche-mère est important dans la formation et l’évolution des sols, il est secondaire par rapport aux conditions climatiques et au type de végétation qui les recouvrent,.